# ACS FC Olt Slatina
ACS FC Olt Slatina (în trecut CS Alro Slatina) a fost un club de fotbal profesionist de fotbal situat în Slatina, România. Clubul a reușit promovarea în Liga a II-a la finalul sezonului 2009-2010, câștigând în ultima etapă pe terenul contracandidatei FCM Târgoviște. Din returul sezonului 2010-2011, echipa își desfășoară meciurile de acasă pe Stadionul 1 Mai, după ce s-a mutat de pe Stadionul Metalurgistul. În vara anului 2012, CS Alro Slatina și-a schimbat denumirea în ACS FC Olt Slatina, neavând nicio legătură cu fosta echipă Olt Slatina, înființată în anul 2009 și desființată mai apoi la sfârșitul sezonului 2011-2012 din Liga a II-a.
FC Olt Slatina s-a desființat în 2015, dar autoritățile locale au atras echipa CS Inter Clinceni, care s-a mutat la Slatina. Ea a luat numele de ACS Inter Olt Slatina. Nu a durat mult această inițiativă de salvare, întrucât în pauza de iarnă din sezonul 2015-2016 și acest club s-a desființat.

## Istorie

### 2006-2007
FC Alro Slatina a luat ființă în iunie 2006, în urma fuziunii principalelor două cluburi slătinene, care evoluau în Liga a III-a - FC Oltul Slatina și Alprom Slatina. În sezonul de debut a evoluat în Seria a 4-a a Ligii a III-a alături de contracandidatele la promovare Severnav Drobeta-Turnu Severin și Minerul Motru. Deși echipa a avut ca obiectiv promovarea în Liga a II-a încă din primul sezon, s-a clasat pe locul patru, consolându-se cu un record stabilit; cu numai 18 goluri primite în cele 34 de etape echipa slătineană a avut cea mai bună apărare dintre formațiile care au activat în sezonul 2006-2007 în cele 6 serii ale Ligii a III-a.

### 2007-2008
În al doilea sezon, obiectivul a rămas același - accederea în Liga a II-a. Acest lucru părea și mai probabil după stabilirea adversarilor din Seria a 4-a, evitând echipele minerilor din Valea Jiului. Chiar dacă a fost repartizată în serie împreună cu Building Vânju Mare (retrogradată din Liga a II-a), aceasta părea în prag de destrămare. Astfel singurii adversari care puteau emite pretenții la promovare ar fi fost FC Internațional Curtea de Argeș (echipă mutată din Pitești în Curtea de Argeș) și Oltchim Râmnicu Vâlcea.
În primele etape, echipa a avut un parcurs oscilant reușind o victorie acasă cu Oltchim, pierzând pe terenul celor de la Roșiorii de Vede, pentru ca apoi să câștige surprinzător la Curtea de Argeș. Astfel, după șapte etape echipa se afla pe primul loc la egalitate de puncte cu FCM Rova Roșiori de Vede.
A urmat o perioadă în care echipa a evoluat mediocru și s-a îndepărtat de obiectiv. În ultimele etape ale turului, victoriile cu echipa din Turnu Măgurele, pe terenul echipei Building Vânju Mare și cu ocupanta locului doi, Gaz Metan CFR Craiova, i-au adus pe slătineni pe locul trei la un punct de FCM Rova Roșiori de Vede și 4 puncte de Internațional Curtea de Argeș. Astfel, echipa a încheiat prima parte a campionatului cu șanse să prindă cel puțin locul doi, care ducea la baraj.
Returul a fost dezastruos, echipa slătineană obținând doar 13 puncte și înregistrând 3 victorii, 4 egalări și 9 înfrângeri. Astfel, s-a încheiat un sezon urât, Alro clasându-se pe un dezamăgitor loc șapte, la diferență mare de echipele care au reușit promovarea: FC Internațional Curtea de Argeș și Gaz Metan CFR Craiova.

### 2008-2009
În cel de-al treilea sezon, obiectivul rămânea neschimbat și anume promovarea în Liga a II-a. Într-o serie ușoară, cu FC Minerul Mătăsari, Victoria Adunații Copăceni și ACS Energia Rovinari, echipa a avut un sezon dezastruos. Cu doar șase victorii în tur și alte șapte în retur, Alro Slatina s-a clasat pe locul opt, cu 45 de puncte și un golaveraj de -8. În același an, s-a speculat o eventuală desființare a clubului, însă acesta a rămas doar un zvon al jurnaliștilor din zonă. Acest sezon este până în momentul actual cel mai slab sezon competițional prin care a trecut echipa de la înființare.

### 2009-2010
Sezonul 2009-2010 a adus promovarea în Liga a II-a, după o victorie cu 1-0 obținută în ultima etapă pe terenul contracandidatei FCM Târgoviște. Singurul gol al partidei a fost marcat în minutul 60 de Mircea Voicu. Cel mai bun jucător slătinean în sezonul 2009-2010 a fost atacantul Constantin Bârsan care în 25 de meciuri jucate, a marcat 15 goluri. Promovarea a adus schimbări importante la conducerea echipei. Antrenorul Dan Oprescu a plecat la nou promovata în Divizia C, FC Piatra Olt și a fost înlocuit cu fostul internațional Corneliu Papură. Președinte al echipei a fost numit Jean Nițulescu, fost președinte la FC Caracal și FC Extensiv Craiova.

### 2010-2011
Sezonul 2010-2011 a fost cel mai bun sezon din scurta istorie a clubului. Echipa pornea la drum cu un nou antrenor, Corneliu Papură înlocuindu-l pe Dan Oprescu - tehnicianul cu care Alro obținuse promovarea. De asemenea, și lotul fusese modificat în pauza dintre sezoane și deși au fost aduși mulți fotbaliști cu experiență, chiar din Liga I, echipa și-a propus ca obiectiv salvarea de la retrogradare. Suporterii erau de asemenea sceptici în privința noului sezon și a noii echipe formată la Slatina. Obiectivul și așteptările suporterilor păreau a fi confirmate de evoluția din primele etape, echipa slătineană pierzând meciul de debut cu Unirea Alba Iulia, în fața propriilor suporteri și aducând doar un punct din cele două deplasări consecutive la UTA Arad și nou înființata ACSMU Politehnica Iași. Pe 22 septembrie, Alro Slatina reușea cea mai mare performanță din istorie, eliminând FC Vaslui în șaisprezecimile Cupei României. Partida s-a disputat pe stadionul Metalurgistul din Slatina, la meci asistând peste 4.000 de spectatori. Alro s-a impus la loviturile de departajare cu 4-3, după ce în timpul regulamentar și prelungiri scorul a fost 0-0. Sorții le-au adus în optimi pe Dinamo București, care avea să o elimine pe Alro, învingând-o cu 3-1 pe Stadionul Ștefan cel Mare. Golul slătinenilor a fost marcat de Constantin Bârsan.
Alro a avut un parcurs onorabil în acest sezon, iar din returul campionatului s-a mutat pe Stadionul 1 Mai. Echipa a încheiat competiția 2010-2011 pe locul cinci. Seria a fost câștigată de Petrolul Ploiești, care a promovat în Liga I, alături de ocupanta locului patru, Voința Sibiu. FC Bihor și Dacia Mioveni, echipe ce au ocupat locul doi, respectiv trei nu au primit dreptul de a evolua în prima ligă din partea FRF.

## Lotul sezonului 2013-2014
| Nr. |         | Poziție | Jucător           |
| --- | ------- | ------- | ----------------- |
| 3   | România | F       | Raul Marincău     |
| 5   | Ghana   | M       | Cristopher Quist  |
| 6   | România | M       | Alin Pavel        |
| 7   | România | F       | Daniel Giurca     |
| 9   | România | A       | Victor Dobrescu   |
| 10  | România | M       | Claudiu Ionescu   |
| 11  | România | M       | Nicușor Bancu     |
| 12  | România | P       | Alexandru Bugiu   |
| 14  | România | F       | Cosmin Crușoveanu |
| 15  | România | M       | Alin Ignea        |
| 17  | România | M       | Marian Anghelina  |

| Nr. |         | Poziție | Jucător           |
| --- | ------- | ------- | ----------------- |
| 18  | România | F       | Alin Gligor       |
| 20  | România | A       | Octavian Drăghici |
| 21  | România | M       | Viorel Vâlcică    |
| 22  | România | P       | Sorin Mogoșnu     |
| 23  | România | M       | Petrică Huțanu    |
| 27  | România | F       | Gabriel Siminic   |
| 33  | România | M       | Cristian Bardu    |
| 94  | România | M       | Cristian Ciobanu  |
|     | România | F       | Daniel Ghiță      |
|     | România | M       | Flavius Cuedan    |
|     | România | A       | Dănuț Ivănică     |

## Palmares
- Liga a III-a
  - Câștigătoare: 2009-2010